# شیرین بیانی
شیرین بیانی (زاده ۱۱ مرداد ۱۳۱۷) تاریخ‌نگار، پژوهش‌گر، استاد دانشگاه و نویسنده ایرانی است. او افزون‌‌بر تدریس در دانشگاه تهران، به سفرهای پژوهشی در آسیا، اروپا و آمریکا پرداخته، کتاب‌های تاریخ‌شناسی نوشته‌است. کتاب سه‌جلدی «دین و دولت در ایران عهد مغول» او، ۱۳۷۰، برنده جایزه کتاب سال ایران شد.

## زندگی
شیرین بیانی ۱۱ مرداد ۱۳۱۷ در کوچه شیرین، خیابان ویلا (نجات اللهی کنونی) در تهران زاده‌شد. پدر و مادرش، ملکه ملک‌زاده و خان‌بابا بیانی از استادان دانشگاه تهران بودند. او هم‌چنین نوه مهدی ملک‌زاده، نویسنده کتاب ۷ جلدی تاریخ انقلاب مشروطیت ایران، و نتیجه ملک‌المتکلمین، از چهره‌های انقلاب مشروطیت است.
او از شش‌سالگی زبان فرانسه آموخت و دوران تحصیلش را به‌ترتیب در دبستان منوچهری، مدرسه فرانسوی ژاندارک (هفتم تا نهم) و انوشیروان دادگر سپری کرد و با رتبه اول، کلاس دوازدهم ادبی دبیرستان را به‌پایان برد.
۱۴ سال بیشتر نداشت که «مهمان‌خانه آنژ گاردین» اثر کنتس دوسگور، از معروف‌ترین داستان‌نویسان کودک فرانسه را ترجمه کرد که با مقدمه دکتر خانلری به چاپ رسید. دکتر خانلری در مقدمه این کتاب درباره او نوشت «شاید این مترجم صاحب ذوق و خردسال امروز، نویسنده زبردست فردا باشد».
پس از پایان دبیرستان، در کنکور رشته ادبی نفر اول شد و در رشته تاریخ دانشگاه تهران ادامه تحصیل داد. سه سال بعد به عنوان شاگرد اول از آن دانشگاه لیسانس گرفت. در همان سال برای ادامه تحصیل به فرانسه رفت و ۱۳۴۲ از دانشگاه سوربن، با درجه بسیار عالی دکترای تاریخ گرفت. پس از بازگشت به ایران، در ۲۵ سالگی وارد گروه تاریخ دانشکده ادبیات و علوم انسانی دانشگاه تهران، و یک سال بعد عضو هیئت علمی دانشگاه تهران شد. در همان سال، کتاب «تاریخ آل جلایر» را به چاپ رساند که ترجمه رساله دکتری او بود. او در آغاز ورود به دانشگاه، به تدریس «کلیات تاریخ پیش از اسلام» در مقطع دکتری پرداخت.
تخصص او، تاریخ مغول و مغول‌شناسی است و چندین ترجمه‌ و تألیف، مانند دوره سه جلدی «دین و دولت در عهد مغول» که برنده جایزه کتاب سال شده‌است، یا ترجمه کتاب «چنگیزخان» اثر ودلایمیر تسف که یکی از تحقیقات عمده دربارهٔ چنگیزخان است، دارد. او چند کتاب و مقاله نیز درباره تاریخ ایران پیش از اسلام و ادبیات ایران دارد.
شیرین بیانی، ۱۳۴۶، دانش‌یار و ۱۳۵۳، استاد تمام دانشگاه تهران شد. او، ۱۳۴۵ با محمدعلی اسلامی ندوشن ازدواج کرد و دو پسر، رامین و مهران، دارد.
مجله بخارا ۲۱ دی ۱۳۹۹ پانصد و نود و هشتمین شب بخارا را به شیرین بیانی اختصاص داد.

## آثار
- «دم‌ساز دو صدکیش: دربارهٔ مولانا جلال‌الدین»، شیرین بیانی، تهران، انتشارات جامی، ۱۳۸۴
  - نویسنده در این کتاب جنبه‌های گوناگون زندگی مولانا جلال‌الدین را با پیروی از طرز اندیشه وی بررسی کرده‌است. کتاب، دو بخش دارد. نویسنده در بخش اول به خاندان و سرچشمه‌های فکری مولانا جلال‌الدین می‌پردازد. تأثیر مکاتب تصوف و اندیشه عرفانی شمس‌الدین تبریزی بر مولانا در این بخش بحث می‌شود. بخش دوم کتاب به اندیشه‌های عرفانی، علمی و سیاسی مولانا می‌پردازد.
- ۱۳۷۹ - مغولان و حکومت ایلخانی در ایران، سازمان سمت
- ۱۳۸۱ - ایران از ورود آریاییها تا سقوط هخامنشیان، سازمان سمت
- ۱۳۷۷ تیسفون و بغداد در گذر زمان، انتشارات جامی
- ۱۳۶۷–۷۵ - کتاب سه جلدی «دین و دولت در ایران عهد مغول» ، انتشارات مرکز نشر دانشگاهی (برنده جایزه کتاب سال ایران در سال ۱۳۷۰)[۱]
- ۱۳۵۵ - شامگاه اشکانیان و بامداد ساسانیان، انتشارات دانشگاه تهران
- ۱۳۵۵ - هشت مقاله در زمینهٔ تاریخ، انتشارات توس
- ۱۳۵۳ - ایران در برخورد با مغول، انتشارات طهوری
- ۱۳۵۲ - زن در ایران عصر مغول، انتشارات دانشگاه تهران
- ۱۳۴۳ - تاریخ آل جلایر، انتشارات دانشگاه تهران
- ترجمه تاریخ سری مغولان
- نوروز و مهرگان پیام‌آوران زایش و رویش، انتشارات جامی، تهران، 1402